# Есмантович, Игорь Вячеславович
Игорь Вячеславович Есмантович (род. 6 апреля 1966, Воронеж) — советский хоккеист, нападающий. Мастер спорта СССР международного класса. Российский тренер, функционер. С 2017 года президент ЦСКА. С октября 2021 года — советник главного тренера сборной России.

## Карьера

### Игрок
Воспитанник воронежского хоккея. В сезоне 1982/83 дебютировал в первой лиге в составе местного «Бурана». 
В 1984 году тренер «Крыльев Советов» Игорь Дмитриев пригласил Игоря Есмантовича в команду, однако сразу войти в основной состав не удалось. Играл за «Буран», который в то время был фарм-клубом  «Крыльев Советов». 
Дважды становился бронзовым призёров чемпионатов СССР в составе «Крыльев Советов»: в 1989 и 1991 годах.
В 1989 году в составе команды получил Кубок Лиги.
В сезоне 1989/1990 принимал участие в Суперсерии с клубами НХЛ.
| Сезон     | Первенство         | Лига   | Команда                 | И  | Ш  | П  | О  | Шт |
| --------- | ------------------ | ------ | ----------------------- | -- | -- | -- | -- | -- |
| 1982/1983 |                    | Первая | «Буран»                 | 5  | 1  | -  | -  | -  |
| 1983/1984 |                    | Вторая | «Буран»                 | -  | 10 | -  | -  | -  |
| 1984/1985 | Чемпионат СССР     | Высшая | «Крылья Советов»        | 5  | 0  | 0  | 0  | 0  |
| 1984/1985 |                    | Вторая | «Буран»                 | -  | 28 | -  | -  | -  |
| 1986/1987 | Чемпионат СССР     | Высшая | «Крылья Советов»        | 1  | 0  | 0  | 0  | 0  |
| 1986/1987 |                    | Вторая | «Буран»                 | 31 | 31 | 18 | 49 | 22 |
| 1987/1988 | Чемпионат СССР     | Высшая | «Крылья Советов»        | 35 | 6  | 10 | 16 | 24 |
| 1987/1988 |                    | Первая | «Буран»                 | 22 | 7  | 4  | 11 | 22 |
| 1988/1989 | Чемпионат СССР     | Высшая | «Крылья Советов»        | 42 | 12 | 10 | 22 | 14 |
| 1989/1990 | Чемпионат СССР     | Высшая | «Крылья Советов»        | 41 | 5  | 6  | 11 | 6  |
| 1990/1991 | Чемпионат СССР     | Высшая | «Крылья Советов»        | 43 | 8  | 5  | 13 | 4  |
| 1991/1992 | Чемпионат СССР/СНГ | Высшая | «Крылья Советов»        | 35 | 3  | 6  | 9  | 8  |
| 1992/1993 |                    |        | «Ференцварош» (Венгрия) |    |    |    |    |    |

### Тренер и функционер[1][2]
Член совета директоров КХЛ. С октября 2021 года — советник главного тренера сборной России.
| Сезон     | Команда          | Лига | Роль в команде       | Примечания                                                                 |
| --------- | ---------------- | ---- | -------------------- | -------------------------------------------------------------------------- |
| 1997/1998 | «Крылья Советов» |      | Помощник тренера     |                                                                            |
| 1997/1998 | «Крылья Советов» |      | Главный тренер       | с 22 октября по 1 ноября 1997                                              |
| 1998/1999 | «Крылья Советов» |      | Генеральный директор | Итогом сезона стал первый в истории «Крыльев Советов» вылет в Высшую лигу  |
| 2012/2013 | ЦСКА             | КХЛ  | Генеральный директор |                                                                            |
| 2013/2014 | ЦСКА             | КХЛ  | Генеральный директор |                                                                            |
| 2014/2015 | ЦСКА             | КХЛ  | Генеральный директор |                                                                            |
| 2015/2016 | ЦСКА             | КХЛ  | Генеральный директор | Финалист Кубка Гагарина                                                    |
| 2016/2017 | ЦСКА             | КХЛ  | Генеральный директор | До 8 февраля 2017 года                                                     |
| 2016/2017 | ЦСКА             | КХЛ  | Президент            | С 8 февраля 2017 года                                                      |
| 2017/2018 | ЦСКА             | КХЛ  | Президент            | Финалист Кубка Гагарина                                                    |
| 2018/2019 | ЦСКА             | КХЛ  | Президент            | Команда стала чемпионом России                                             |
| 2019/2020 | ЦСКА             | КХЛ  | Президент            | Команда стала чемпионом России. Плей-офф прекращён после стадии 1/8 финала |
| 2020/2021 | ЦСКА             | КХЛ  | Президент            | Команда стала чемпионом России. Финалист Кубка Гагарина                    |
| 2021/2022 | ЦСКА             | КХЛ  | Президент            | Команда выиграла Кубок Гагарина                                            |
| 2022/2023 | ЦСКА             | КХЛ  | Президент            | Команда выиграла Кубок Гагарина                                            |
| 2023/2024 | ЦСКА             | КХЛ  | Президент            | Команда проиграла в 1/8 финала                                             |
| 2024/2025 | ЦСКА             | КХЛ  | Президент            | Команда проиграла в 1/8 финала                                             |